# Elite
Elite je tradiční český výrobce punčochového zboží, s bohatou historií sahající až do roku 1924. Značka Elite se podílí na udržování živé tradice výroby textilu v České republice.

## Počátky a rozvoj
- 1906: Marie Kunertová st. začala ve Varnsdorfu s výrobou pleteného zboží.[2]
- 1924: Julius Kunert se syny založil firmu Julius Kunert & Söhne a navázal na výrobu pleteného zboží.[2]
- 1928–1936: rozšíření produkčních kapacit ve Varnsdorfu s výstavbou komplexu výrobních objektů.[2]
- Polovina 30. let: firma se stala největší továrnou na punčochy v Evropě a krátce i na světě.[2]
- 1936–1938: akvizice dalších pletáren v Krásné Lípě a Vlčí Hoře.[2]Během první republiky se firma Kunert a synové z Varnsdorfu stala největším výrobcem punčoch v celé Evropě. Dokázala vyrobit až 100 tisíc kusů za jeden den. Díky rozvoji této společnosti se změnil nejen vzhled Varnsdorfu, ale také Krásné Lípy. [3]

## Poválečný vývoj a transformace:
- 1947: Změna názvu na ELITE sdružené továrny punčoch národní podnik Varnsdorf.[3]
- 50. a 60. léta: Zavádění nových technologií a materiálů (syntetické vlákno SILON, krepování).[3]
- 1990–1995: Pokles počtu zaměstnanců v důsledku restrukturalizace.[3]
- 1993: Transformace na akciovou společnost.[3]

## Současnost
V roce 2023 se výroba přesunula z Varnsdorfu do Schindlerovy pletárny v Krásné Lípě. Schindlerova pletárna produkuje celý sortiment jemného punčochového zboží značky ELITE – punčochové kalhoty, punčochy, podkolenky, ponožky a ťapky.